# Maria Alberti
Maria Alberti   (Hamburg, 14 de novembre de 1767 - 1 de febrer de 1812) va ser una pintora alemanya cunyada de Ludwig Tieck i amiga de Novalis. Va tenir certa influència sobre romanticisme pictòric del seu país, particularment sobre el pintor Philipp Otto Runge. Posteriorment va convertir-se al catolicisme i va entrar en un convent a Münster (Westfàlia) on es conserven gairebé totes les seves obres.